# Bushalte (hoorspel)
Bushalte is een Nederlands hoorspel van Ton van Reen. De AVRO zond het uit in het programma In een notedop op donderdag 11 december 1969. De regisseur was Emile Kellenaers. De uitzending duurde 20 minuten.

## Rolbezetting
- Eva Janssen (Tine de Booy)
- Huib Orizand (Appie van Rooy)

## Inhoud
Twee bejaarden, die elkaar ooit als puber bemind hebben, staan toevallig samen bij de bushalte. Door een misverstand zijn ze toen uit elkaar gegaan. Nu zetten ze dat recht en besluiten het contact weer op te nemen…